# Тутоко
Тутоко (англ. Mount Tūtoko) — гора, найвища вершина Національного парку Фіордленд в регіоні Саутленд на південному заході Нової Зеландії.

## Географія
Вершина розташована між долиною річки Голліфорд та затокою Мілфордською затокою, за 15 кілометрів на північ від тунелю Гомера на північному кінці гір Дарран. Вкрита льодовиком гора піднімається на висоту 2723 метри і яку видно з автомобільної дороги Голліфорд. За цим показником, вершина посідає 23-тє місце серед 100-та найвищих гір Нової Зеландії. Дві трохи нижчі вершини висотою 2608 та 2414 метри лежать трохи на південь від головної вершини.
Відносна висота гори — 2191 м. За цим показником вершина відноситься до ультра-піків і є 3-ю на Південному острові та 5-ю у Новій Зеландії. Найнижче ключове сідло вершини, по якому вимірюється її відносна висота, має висоту 532 м над рівнем моря. Топографічна ізоляція вершини відносно найближчої вищої вершини Західного піку гори Ернслав (англ. Mount Earnslaw - West Peak, 2820 м), яка розташована на сході, становить 30,41 км.
Перше сходження на Тутоко було здійснено Семюелем Тернером і Пітером Ґремом 4 березня 1924 року, яке вони здійснили по північно-західному хребту.
Назва гори була офіційно опублікована як гора «Тутоко» 21 червня 2019 року. Вважається, що гора була названа на честь Тутоко, вождя маорі, який жив у Мартінс-Бей, неподалік від гирла річки Голліфорд.